# 松村宗棍

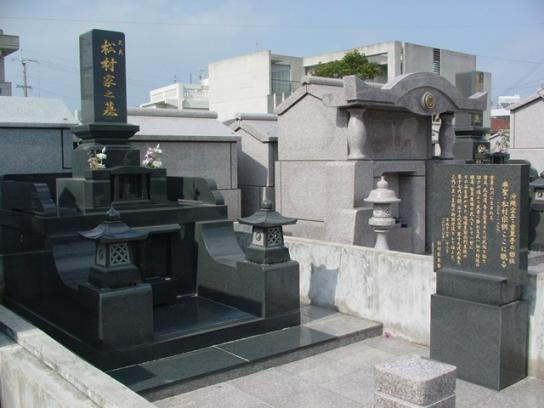
宗棍も眠る武氏墓所

松村 宗棍（まつむら そうこん、1809年 - 1899年ほか複数説あり。）は、主に琉球王国時代に活躍した沖縄の武術家。琉球王国時代の最も偉大な武術家の一人であり、今日の首里手系統の空手流派のほとんどは松村の流れを汲んでいる。

## 経歴

### 生い立ち

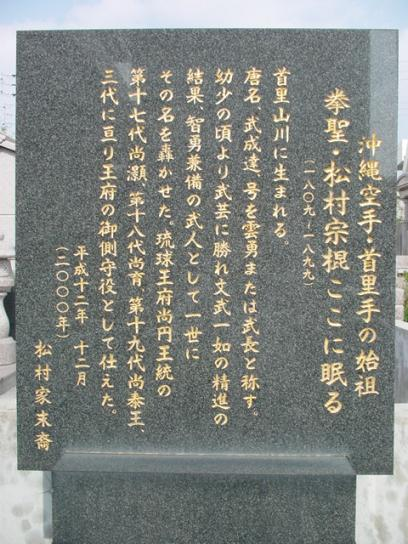
墓碑

松村宗棍は、一説には1809年（文化6年）に首里山川村（現在の那覇市首里山川町）で生まれた。唐名は武成達、位階は筑登之親雲上（チクドゥンペーチン）、号は雲勇、もしくは武長と称した。俗に武士松村と呼ばれた。王朝時代の正式な呼び方は、松村筑登之親雲上宗棍である。武氏の元祖は、唐名・武源明、大和名・江洲按司宗祖（? - 1472年）であり、松村家はその九世・嘉陽親雲上宗勝（1714年 - 1777年）の次男、武得良・村松里之子親雲上宗応を元祖とする支流（分家）である。元祖・江洲按司の父母は家譜では「未詳（はっきり分からない）」とあるが、門中の言い伝えでは、第一尚氏王統・第6代尚泰久王の四男・尚武（三男・尚徳王の弟）とされている。真偽は不明であるが、これが事実とすれば、松村家は位階は高くはなかったが、第一尚氏王統の血筋を引く由緒ある家柄であったということになる。
泊手中興の祖と仰がれる松茂良興作は尚徳王の末裔である。琉球に於いて主流である首里手と泊手の大家が第一尚氏を祖とする士族から輩出されたのに加え、1968年には沖縄芝居として「武士松茂良」(松村竹三郎原作)が上演され両名が共演した。準主役、平安山次良役を重要無形文化財「組踊」の保持者で沖縄芝居の名優でもある真喜志康忠(アーティスト・Ｃｏｃｃｏの祖父) が演じ話題となった。

### 武歴
松村は、幼少の頃より武に優れ、口碑では唐手（とうで）を佐久川寛賀に学んだとされる。ただしこの口碑を証明する明確な史料がない事から、これに疑問を呈する研究者もいる。松村は17、8歳の頃には、すでに武術家として頭角を現し始めたという。成人してから、松村は役人として薩摩に渡り、伊集院弥七郎から示現流を学び、免許皆伝を得たとされる剣術家でもあった。また1836年（天保7年）、松村宗棍は師匠の佐久川寛賀と共に北京へ渡り、勉学のかたわら、北京王宮の武術教官「イワァー」のもとで、中国武術も学んだとも伝えられる。
一年後に、北京で師匠の佐久川が客死したため、遺骨を抱いて琉球に帰国した。
八卦掌の門派に伝わる系譜雑記には、1839年2月、北京の善撲館で日本剣術の妙技を披露し、これと仕合して勝てる者がおらず師範の礼遇を受けた琉球人の記述があり、当時琉球王府の士分で日本剣術の免許を受けたのは松村のみであり、また初太刀一本をもって悉く打ち破るという記述も示現流の特色に一致する事からこの琉球人が松村であると確定しても良かろうと『格闘技の歴史、藤原稜三』にはある。また系譜雑記には「日本剣術は静止して動かず、一瞬電光の間に勝負を決する恐ろしい刀法である。しかし、その技量に達する為には中国の武術家より10倍以上の厳しい稽古を積まねばならない。だから名人の数は少ない。かつて北京にやってきた琉球人の中に日本剣術を使うものがいたが、これと仕合して勝つものがいなかった。しかしこの琉球人は自ら称して、私の技量はわが流儀においてすら中位程度のものに過ぎない。また他流の技量を知る立場に無いと言えども、わが流に劣るものはない」との記述がある。。
帰国後、松村は第二尚氏王統の17代尚灝王、18代尚育王、19代尚泰王の三代にわたって、御側守役（要人警護職）をつとめた。ただし、王府役職の制度に「御側守役」という役職名は存在しないので、これは私的もしくは臨時の役職であったのだろう。また、松村は役職のかたわら、国王の武術指南役もつとめたと言われる。なお、松村の妻・与那嶺ツルも女流唐手家であったと言われる。

### 晩年
松村は晩年、首里崎山町にあった王家別邸・御茶屋御殿で、弟子達に唐手を指導した。松村の弟子には、牧志朝忠(板良敷[いたらしき]朝忠とも)、安里安恒、糸洲安恒、知花朝章、伊志嶺某、多和田某、本部朝勇、本部朝基兄弟、屋部憲通、喜屋武朝扶、喜屋武朝徳親子、桑江良正、義村朝義、ナビータンメーらがいる。1899年（明治32年）、91歳の長寿で没した。最後の弟子の桑江良正に送った宗棍直筆の遺訓の巻物が今日残されている。墓所は那覇市古島。

## スタイルと稽古法
弟子の糸洲安恒が型稽古に主軸をおき、また那覇手の影響を受けて「身体を堅める稽古法」を重視したのに対して、松村宗棍はむしろ実戦（組手）と柔軟性を重視した稽古法だったとされる。
- 直弟子の屋部憲通は、大正4年の新聞記事で「松村翁の如きは生まれ乍（なが）らの武道者で専ら実地の経験から積上げてきた天才者であつた」[9]と語っている。
- 同じく、屋部憲通は、『拳法概説』（昭和4年）所収のインタビューで松村の稽古法は、3，4回型をしたあとは「真剣の練習試合――何らの防具を用ゐずに――せられた」というものであったとし、組手を主体とした稽古方法であったと述べている[10]。
- 直弟子の本部朝基は著書『私の唐手術』（昭和7年）において、「松村先生は（中略）決して力一方の武士ではなかった」「常に静中動きを見て運用自在であつた」「常に其の型の稽古は力の入れ方及び型の運用に意を注いで居れた」と語り、その稽古法は敏捷性や型分解、組手を重視していたものであったとしている。また、松村は糸洲のことを鈍重で嫌っていたという[11]。
- 空手評論家・金城裕は、昭和30年頃、伊江御殿の伊江朝助男爵から聞いた話として、松村は「糸洲の技はのろくて、実戦に間に合いますまい」と評していたという[12]。

## 松村宗棍遺訓

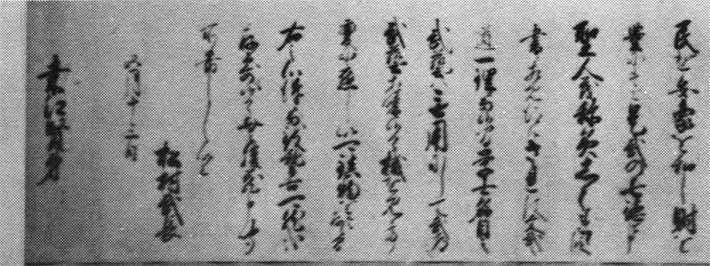
松村宗棍遺訓。武芸を三段階に分けて、型偏重（学士の武芸）を戒め、臨機応変の大切さを説き、武芸の目的はおのれのためではなく、国王や両親を守る（忠孝）ためにある（武道の武芸）と説く。

武術稽古の真味をしらずんばあるべからず。依て覚悟の程申し諭し候間、得と吟味致すべく候。
さて、文武の道は同一の理なり。文武共に其の道三つ有。
文道に三つと申すは詞章の学、訓詁の学、儒者の学と申候。
詞章の学と申すは、組語言を綴絹し文辞を造作して科名爵禄の計を求め候迄にて、訓詁の学は、経書の義理を見究め人を教ふる而巳の心得にて道に通ずる事情入れ申さず候。右の両学は只文芸の誉を得候迄にて、正当の学問とは申し難く候。儒者の学は、道に通じて物を格知を致し、意を誠にし、心を正しく推して以って家を斉へ、国を治め天下を平にするに至り、是れ正当の学問にて儒者の学にて候。
武道に三つとは学士の武芸、名目の武芸、武道の武芸有り。
学士の武芸は、頭に稽古の仕様相替り、成熟の心入り薄く、手数計り踊の様にて相成り、戦守の法罷り成らず、婦人同人にて候。
名目の武芸は、実行之れ無く方々去来致し、勝つ事計り申し致し、争論或いは人を害し、或いは身を傷い、事に依りては親兄弟にも恥辱を与え候。
武道の武芸は、放心致さず工夫を以って成就致し、己が静を以って敵の譁を待ち、敵の心を奪って相勝ち候。成熟相募り候て妙微相発し、万事相出来候共橈惑もなし、乱譁もなし。忠孝の場に於て、猛虎の威鷲、鳥の早目自然と発して、如何なる敵人も打修め候。
夫れ武は暴を禁じ、兵をおさ（左は口+耳、右は戈）め、人を保ち、功を定め、民を安んじ、衆を和し、財を豊かにすと。是れ武の七徳と申し、聖人も称美し呉れ候段、書に相見え候。されば、文武の道一理にて候間、学士、名目の武芸は無用にして、武道の武芸相嗜み候て、機を見て変に応じ、以って鎮める可き物をと存じ候間、右の心得にて稽古致し然る可き哉、と存じ寄るも候はば、腹蔵無く申し聞く可く希ましく候。 以上
松村武長
五月十三日
桑江賢弟